# 奈特冰原島峰
69°23′S 158°52′E / 69.383°S 158.867°E
奈特冰原島峰（英語：Knight Nunatak）是南極洲的冰原島峰，位於奧次地，處於金賽角東南面7公里和康拉德山東北面6公里，屬於古德曼山的一部分，美國地質調查局根據測量和該國海軍的空中照片繪入地圖，現時由南極條約體系管理。